# Wilhelm List (pittore)
Wilhelm List (Vienna, 22 novembre 1864 – Vienna, 10 febbraio 1918) è stato un pittore e incisore austriaco.

## Biografia

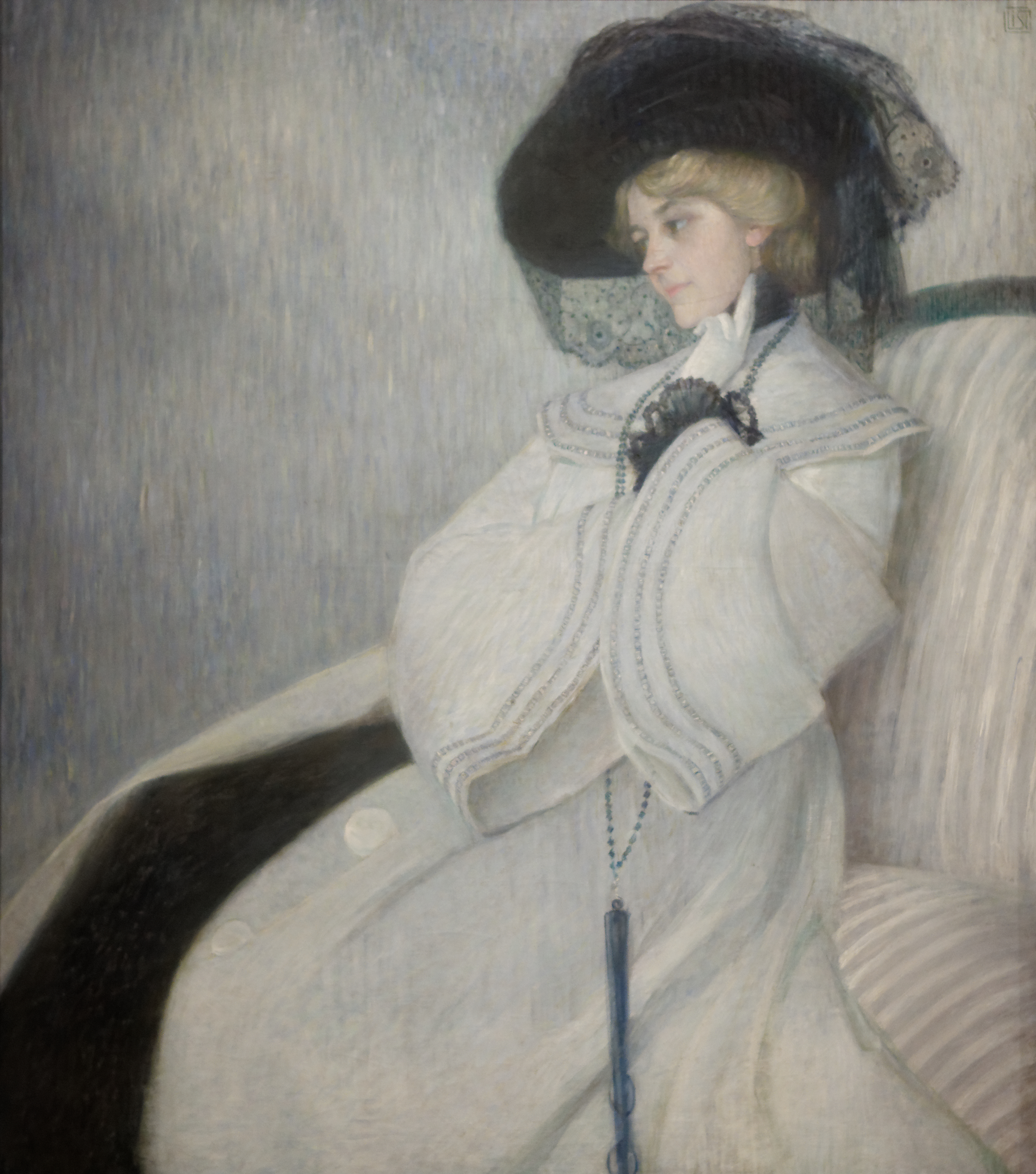
Wilhelm List, Ritratto in bianco e nero, 1904, olio su tela. Wien Museum, Vienna

List studiò dal 1885 al 1889 all'Accademia di Belle Arti di Vienna, sotto la guida di Christian Griepenkerl e Franz Rumpler. Trasferitosi a Parigi nel 1894, divenne allievo di William Adolphe Bouguereau e Léon Bonnat all'Accademia Julian.
Nel 1895 si recò in Italia.
Dal 1898 divenne cofondatore e membro della Secessione viennese e vi espose regolarmente fino al 1905, fu inoltre redattore della rivista Ver Sacrum, dove pubblicava anche sue illustrazioni. Nel 1905, contemporaneamente a Gustav Klimt, lasciò la Secessione ed espose fino al 1908 nella Kunstchau, la nuova associazione fondata da Klimt.

## Stile e contenuti
Wilhelm List fu un rappresentante dell'Art Nouveau (che in Austria prese il nome di Sezessionstil) ed il suo nome è legato in particolar modo alla sua opera grafica, dove emergono temi cari al simbolismo, come Salomè. 
Le sue immagini sono stilisticamente riconducibili a quelle di Klimt e di Hodler.

## Opere
- Apollo che affascina i cigni (1897–1898)
- I fratelli Theodor e Wilhelm List (1898)
- Dafne (1898)
- Tristano (1899)
- Salomè (1900)
- Giuditta e Oloferne (1900)
- Settembre (1903)
- Ritratto in bianco e nero (1904)
- La pittura (1905)
- L'imperatore Francesco Giuseppe I (1905)
- Pioppi in riva al mare (1905)
- L'offerta (Trittico: Il miracolo delle rose, La morte di santa Elisabetta, La trasfigurazione di santa Elisabetta)  (1905-1907)
- Ritratto di bambino